# Llista d'estats sobirans del 1903
La llista dels estats que eren sobirans l'any 1903 és la següent:

## Estats sobirans

### A
- Alemanya - Imperi Alemany[1]
- Andorra – Principat d'Andorra
- Argentina – República de l'Argentina
- Austràlia – Commonwealth d'Austràlia
- Àustria-Hongria - Imperi Austrohongarès[2]

### B
- Bèlgica – Regne de Bèlgica
- Bolívia – República de Bolívia
- Brasil – República dels Estats Units del Brasil

### C
- Canadà – Domini del Canadà
- Colòmbia – República de Colòmbia
- Estat Lliure del Congo[3]
- Corea - Imperi Coreà
- Costa Rica– República de Costa Rica
- Creta - República de Creta
- Cuba – República de Cuba

### D
- Dinamarca – Regne de Dinamarca
- República Dominicana

### E
- Equador – República de l'Equador
- Espanya – Regne d'Espanya
- Estats Units – Estats Units d'Amèrica
- Etiòpia – Imperi d'Etiòpia

### F
- França – República Francesa[4]

### G
- Grècia – Regne de Grècia[5]
- Guatemala – República de Guatemala

### H
- Haití – República d'Haití
- Hondures – República d'Hondures

### I
- Regne d'Itàlia

### J
- Japó - Imperi del Japó[6]

### L
- Libèria – República de Libèria[7]
- Liechtenstein – Principat de Liechtenstein
- Luxemburg – Gran Ducat de Luxemburg

### M
- Marroc – Regne del Marroc
- Mèxic – Estats Units de Mèxic
- Mònaco – Principat de Mònaco
- Montenegro – Principat de Montenegro

### N
- Nicaragua – República de Nicaragua

### O
- Imperi Otomà – Imperi Otomà[8]
- Ouaddai – Imperi Ouaddai

### P
- Països Baixos – Regne dels Països Baixos
- Panamà – República del Panamà (des del 3 de novembre)
- Paraguai – República del Paraguai
- Pèrsia – Imperi Persa
- Perú – República Peruana
- Portugal – Regne de Portugal

### R
- Regne Unit – Regne Unit de la Gran Bretanya i Irlanda
- Romania – Regne de Romania
- Imperi Rus[9]

### S
- El Salvador – República d'El Salvador[10]
- San Marino – Sereníssima República de San Marino[11]
- Sèrbia – Regne de Sèrbia
- - Regne de Siam
- Sokoto – Califat de Sokoto (fins al 7 de juliol)
- Suècia-Noruega – Regnes Units de Suècia i Noruega
- Suïssa – Confederació suïssa

### U
- Uruguai – República Oriental de l'Uruguai

### V
- Veneçuela – Estats Units de Veneçuela[12]

### X
- Xile – República de Xile
- Xina – Gran Imperi Qing

## Estats que proclamen la sobirania
- Aceh – Sultanat d'Aceh
- Estat d'Acre – Estat Independent d'Acre (del 15 de gener al 13 de maig i després des del 31 d'agost)
- República de Kruševo (del 3 al 13 d'agost)[13][14]